# Sassacus aurantiacus
Sassacus aurantiacus är en spindelart som beskrevs av Simon 1901 [1902. Sassacus aurantiacus ingår i släktet Sassacus och familjen hoppspindlar. Inga underarter finns listade i Catalogue of Life.